# Hermann von Siemens

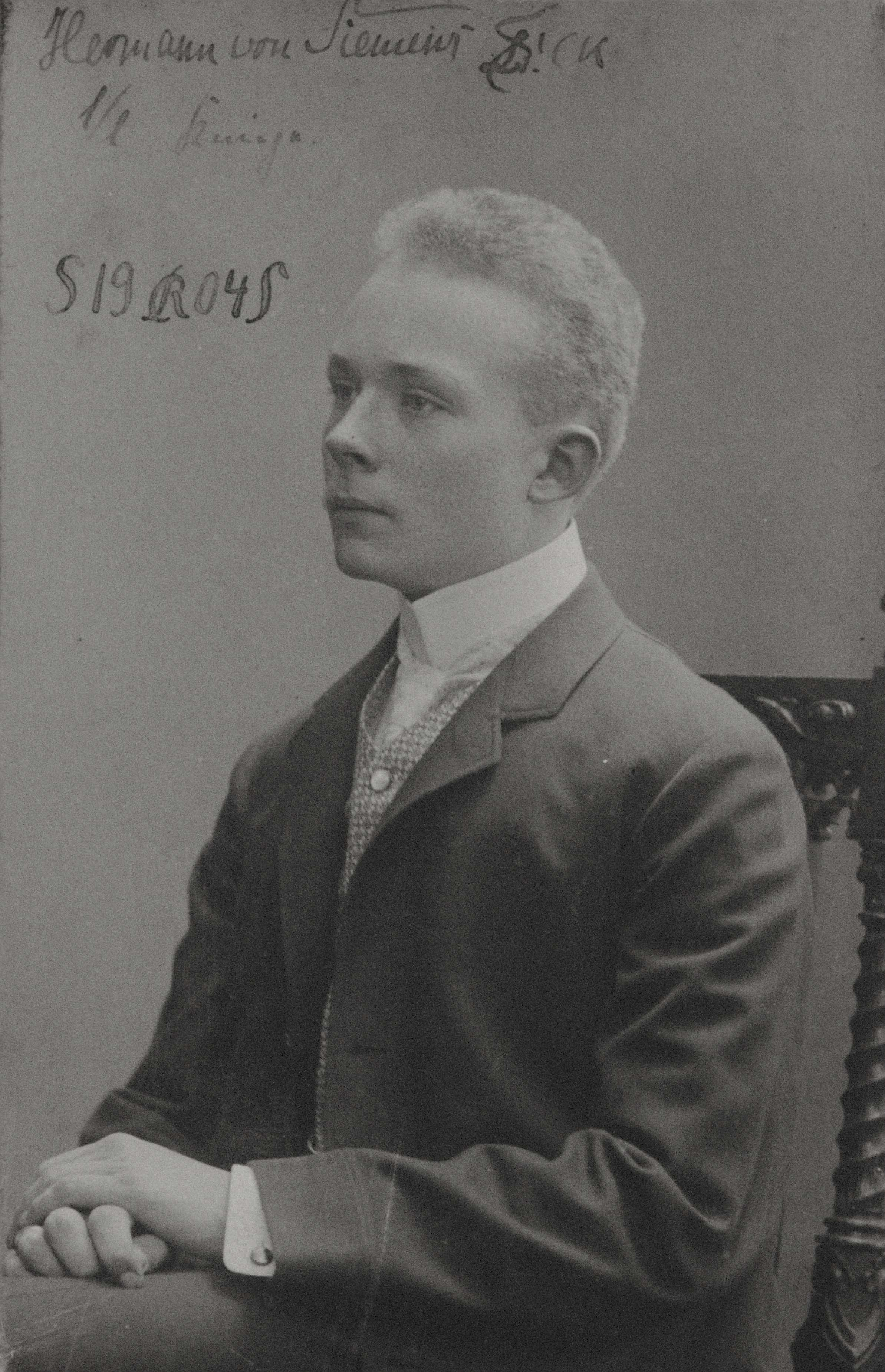
Hermann von Siemens als Student um 1904

Hermann Werner von Siemens (* 9. August 1885 in Berlin; † 13. Oktober 1986 in München) war ein deutscher Industrieller aus der Familie Siemens. Er war ältester Enkel des Erfinders und Unternehmensgründers Werner von Siemens sowie Enkel des Physikers Hermann von Helmholtz.

## Leben
Hermann von Siemens war der älteste Sohn des Unternehmers Arnold von Siemens und seiner Ehefrau Ellen, geborene von Helmholtz. Die Industriellenfamilie entstammte dem alten Goslarer Stadtgeschlecht Siemens (1384 urkundlich erwähnt).
1904 begann von Siemens in Heidelberg ein Chemiestudium und trat der Studentenverbindung Leonensia bei. Nach dem Studium und der Promotion zum Dr. phil. trat von Siemens 1918 als technischer Angestellter des physikalisch-chemischen Laboratorium von Siemens & Halske, Berlin, in das Unternehmen ein. 1928 wurde er in den Vorstand der Siemens & Halske AG berufen, um ein Jahr später die Leitung des Zentral-Laboratoriums zu übernehmen. Dort leistete er bedeutende Beiträge für die Entwicklung der Fernschreibtechnik. Vor 1933 war Siemens Mitglied der Deutschnationalen Volkspartei. Als Leiter der zentralen Technikabteilung wurde er 1935 Mitglied des Vorstands der Siemens-Schuckertwerke AG.

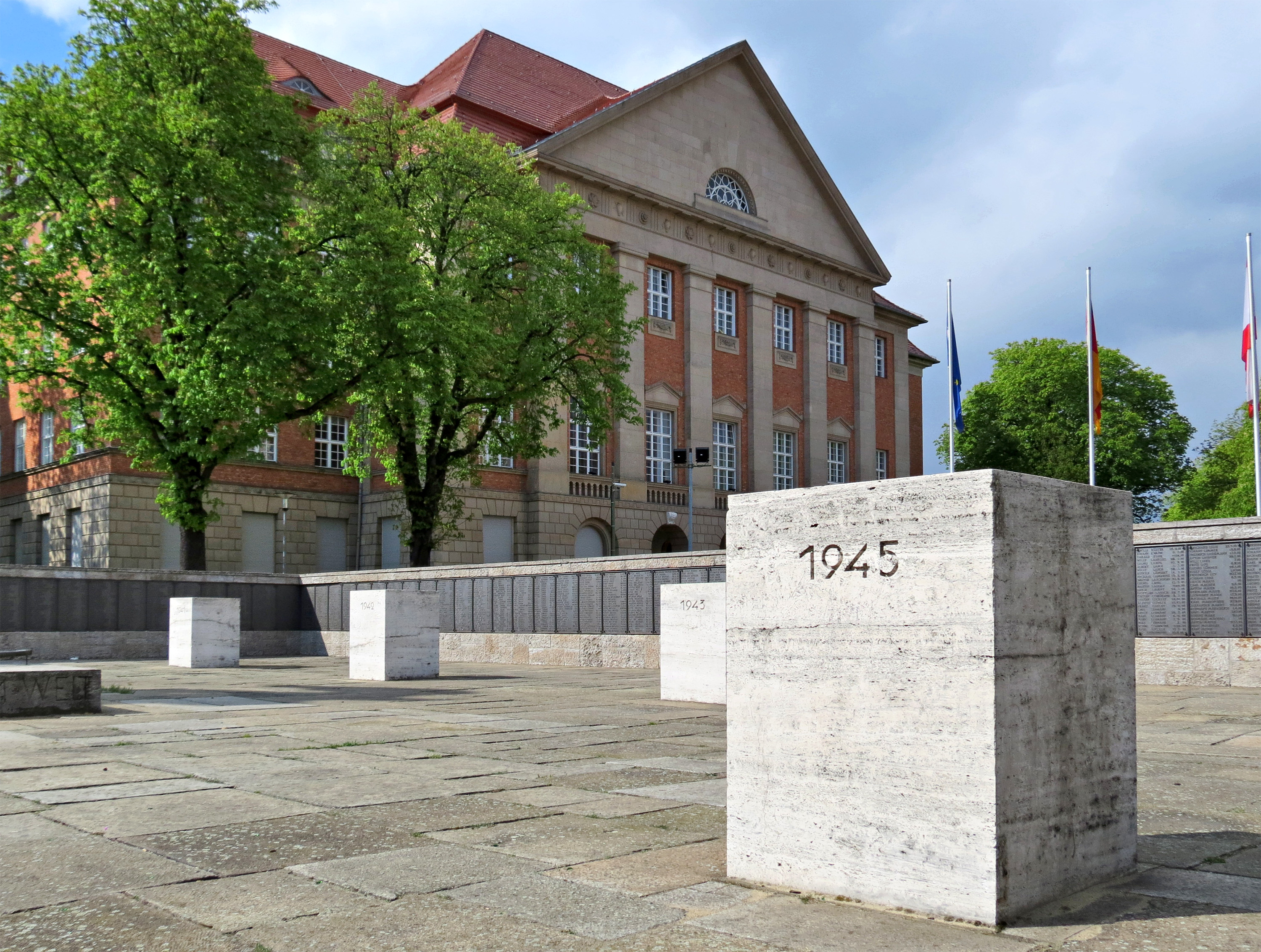
Gebäude der Siemens-Hauptverwaltung in Berlin-Siemensstadt, Nonnendammallee

1941 folgte er seinem verstorbenen Onkel Carl Friedrich von Siemens als Aufsichtsratsvorsitzender der beiden Stammgesellschaften Siemens & Halske und Siemens-Schuckertwerke und somit als „Chef des Hauses“. Er saß bis 1945 auch im Aufsichtsrat der Vereinigten Stahlwerke, der Mannesmannröhren-Werke, bei Krupp und bei der Deutschen Bank. Die Reichsregierung reihte ihn während des Zweiten Weltkriegs unter die „Wehrwirtschaftsführer“ ein. Während des Krieges wurden über 400 Siemens-Produktionsstätten ausgelagert, um Bombardierungen durch die US-amerikanische und britische Luftwaffe zu  entgehen.
Am 5. Dezember 1945 wurde er festgenommen und im „Zivilen Internierungslager Nr. 91“ befragt, als Zeuge sei er „sehr unwillig und ausweichend“ gewesen. Siemens-Schuckert hatte Zwangsarbeiter innerhalb und außerhalb von Konzentrationslagern zur Kriegsproduktion zugeteilt bekommen. Gleichwohl kam es bei den Nürnberger Prozessen nicht zu einer Anklage, da kein persönliches Fehlverhalten festgestellt werden konnte. Hermann von Siemens konnte daher 1948 die beiden Aufsichtsratsvorsitze wieder übernehmen, die er 1946–48 vorübergehend seinem Onkel Friedrich Carl Siemens (1877–1952), einem Sohn des Friedrich Siemens, abgetreten hatte.

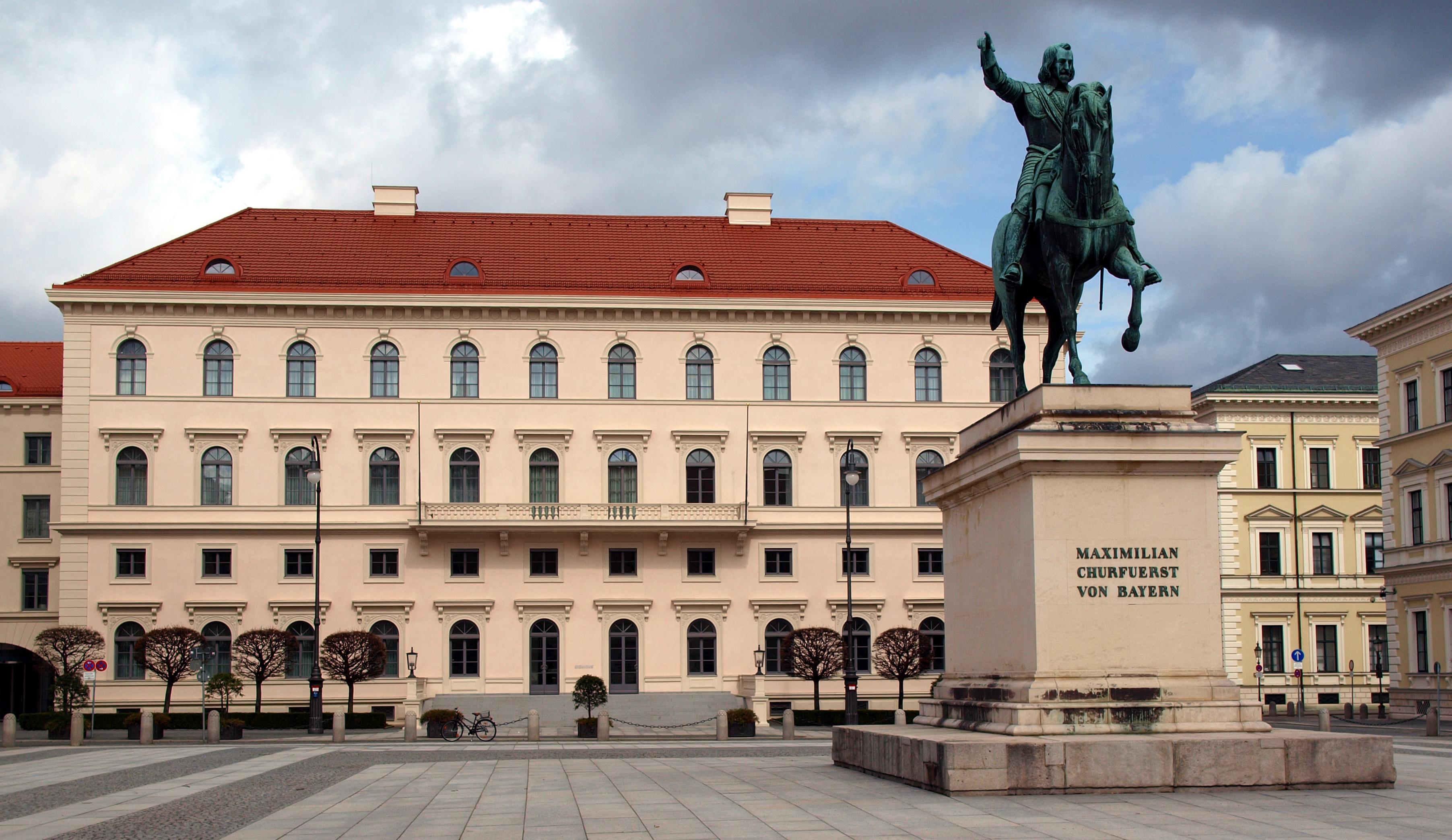
Palais Ludwig Ferdinand am Wittelsbacher Platz in München

In der Position, die er bis 1956 innehatte, gab Hermann von Siemens dem Unternehmen wichtige Impulse für den Wiederaufbau nach dem Zweiten Weltkrieg. Wegen der Berlin-Blockade verlegte das Unternehmen 1947 die Hauptverwaltung der Siemens & Halske AG von Berlin nach Erlangen, wo die Produktionsstätten von Siemens-Schuckert lagen, und 1949 weiter nach München, wo das Palais Ludwig Ferdinand am Wittelsbacher Platz zunächst angemietet und 1957 für die Hauptverwaltung erworben wurde.
Hermann von Siemens, persönlich von eher introvertiertem Naturell und mit stark wissenschaftlich orientierten Interessen, engagierte sich besonders für die Förderung der naturwissenschaftlichen und technischen Forschung innerhalb und außerhalb des Unternehmens, so war er von 1955 bis 1964 Präsident der Fraunhofer-Gesellschaft. Er engagierte sich auch im Helmholtz-Fonds e. V., der seit 1973 den Helmholtz-Preis für wissenschaftliche und technologische Forschungsarbeiten in der Metrologie vergibt.
Sein Nachfolger als „Chef des Hauses“ wurde 1956 sein Vetter Ernst von Siemens. Hermann von Siemens blieb bis zu seinem Tode im Alter von 101 Jahren 1986 Ehrenmitglied des Aufsichtsrats der Siemens AG. Am 23. Juni 1962 wurde er mit dem Bayerischen Verdienstorden ausgezeichnet.

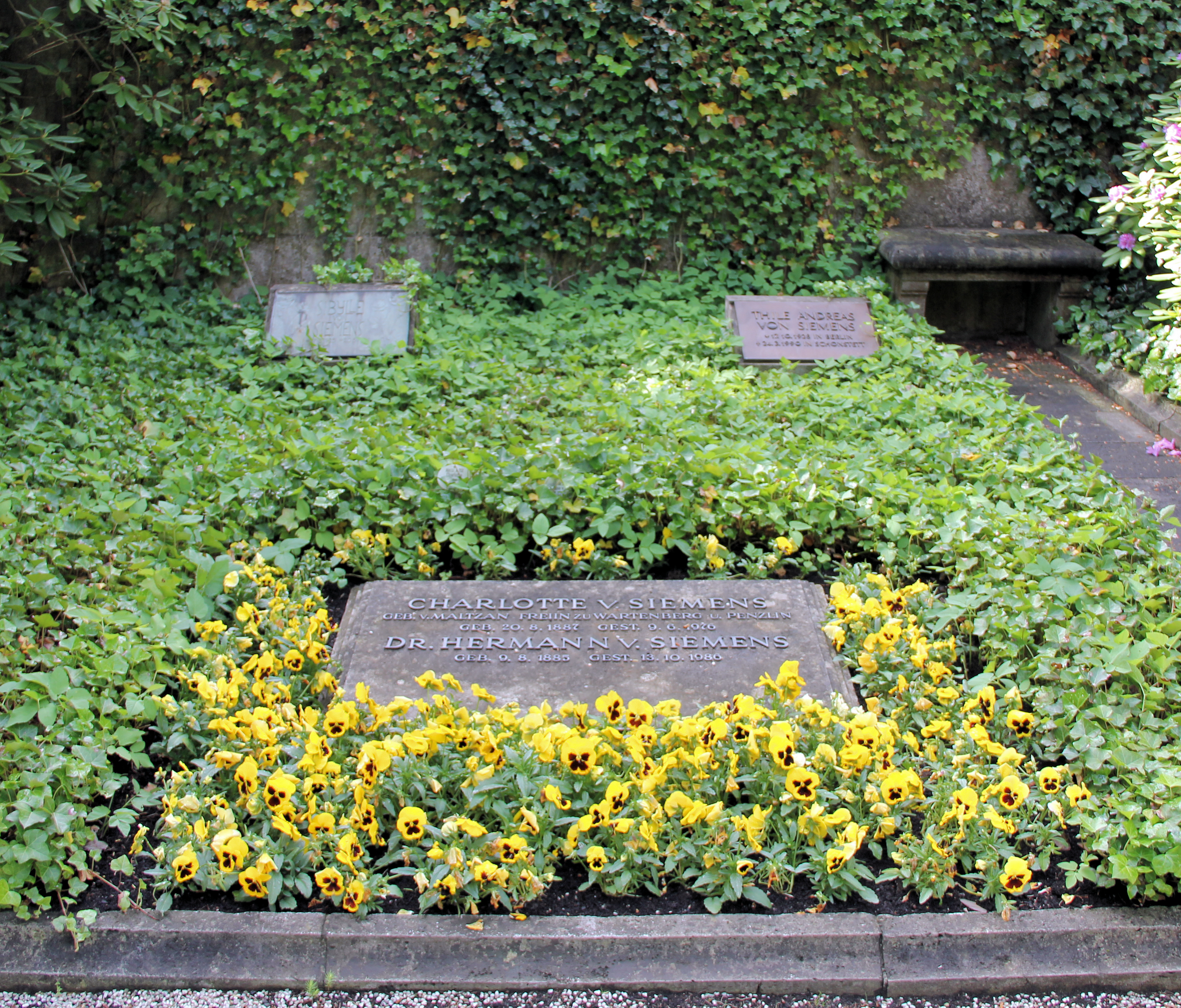
Grabstätte, Friedhof Wannsee, in Berlin-Zehlendorf

Hermann von Siemens war verheiratet mit Charlotte von Maltzan, Freiin zu Wartenberg und Penzlin; das Paar hatte sechs Kinder. Seine Enkelin Nathalie von Siemens (* 1971) ist seit 2015 Mitglied des Aufsichtsrats der Siemens AG und seit 2018 der Siemens Healthineers AG und war 2013–2020 Vorstandssprecherin der Siemens-Stiftung.
Nach dem Zweiten Weltkrieg verlegte er seinen Wohnsitz zeitgleich mit der Hauptverwaltung der Firma Siemens von Berlin nach München. Die von seinen Eltern erbaute Siemens-Villa am Kleinen Wannsee in Berlin schenkte er 1950 der Baptistengemeinde. Im Rheinland besaß er das Gut Haus Lerbach.